# Araranguá (ort)
Araranguá är en ort i Brasilien.   Den ligger i kommunen Araranguá och delstaten Santa Catarina, i den södra delen av landet, 1 500 km söder om huvudstaden Brasília. Araranguá ligger 5 meter över havet och antalet invånare är 43 444.
Terrängen runt Araranguá är mycket platt. Det finns inga andra samhällen i närheten.
Trakten runt Araranguá består till största delen av jordbruksmark. Runt Araranguá är det tätbefolkat, med 356 invånare per kvadratkilometer.